# Stilpnia
Stilpnia és un gènere d'ocells de la família dels tràupids (Thraupidae).

## Taxonomia
Segons la Classificació del Congrés Ornitològic Internacional (versió 14.2, 2024) aquest gènere està format per 14 espècies:
- Tàngara de caputxa negra (Stilpnia cyanoptera Swainson, 1834)
- Tàngara dorsiargentada (Stilpnia viridicollis Taczanowski, 1884)
- Tàngara d'El Sira (Stilpnia phillipsi Graves, GR & Weske, 1987)
- Tàngara gorjaverda (Stilpnia argyrofenges Sclater, PL & Salvin, 1876)
- Tàngara de capell negre (Stilpnia heinei Cabanis, 1851)
- Tàngara capdaurada (Stilpnia larvata Du Bus de Gisignies, 1846)
- Tàngara capblava (Stilpnia cyanicollis d'Orbigny & Lafresnaye, 1837)
- Tàngara pitnegra (Stilpnia nigrocincta Bonaparte, 1838)
- Tàngara dorsinegra (Stilpnia peruviana Desmarest, 1806)
- Tàngara de dors castany (Stilpnia preciosa Cabanis, 1851)
- Tàngara de coroneta verda (Stilpnia meyerdeschauenseei Schulenberg & Binford, 1985)
- Tàngara de brolla (Stilpnia vitriolina Cabanis, 1851)
- Tàngara polida (Stilpnia cayana Linnaeus, 1766)
- Tàngara de Grenada (Stilpnia cucullata Swainson, 1834)